# Tonight Quintet
Le Quintet Tonight est un des thèmes de West Side Story (1957), mis en musique par Leonard Bernstein sur des paroles de Stephen Sondheim. Carol J. Oja a écrit que, « avec le quintet Tonight, Bernstein, une fois de plus, crée un chef-d'œuvre d'harmonie, un de ceux qui peuvent rivaliser avec les meilleurs moments des opéras européens. » Cette remarque fait écho au précédent point de vue de Sera Crutchfield. Dans sa critique de la version de studio de 1984 de West Side Story, dirigée par Bernstein lui-même, Crutchfield écrit que la publication de l'enregistrement « est avant tout une occasion de célébrer l'un des plus grands opéras de notre siècle... Cette idée est vivement critiquée, mais le meilleur argument est ici, ce sont les enregistrements de la musique elle-même. Je ne vois aucune raison pour laquelle le quintet Tonight ne pourrait pas être comparé au quatuor de Rigoletto ».
Les cinq parties du quintet sont chantés par les Jets, les Sharks, Tony, Maria, et Anita. Le thème commence avec les parties chantées tour à tour, puis s'entremêlent jusqu'au final, Tonight, chantée par l'ensemble avec de multiples harmonies.
Les Jets et les Sharks sont des gangs rivaux venus préparer l'affrontement qui permettra de régler une querelle territoriale de longue date. Les deux groupes sont convaincus que la lutte se terminera par leur victoire. Le morceau est utilisé pour montrer la préparation de la nuit à venir, qui sera l'acmé de l'œuvre.
Anita chante son envie de retrouver son petit ami, Bernardo, le chef des Sharks, après l'affrontement. Elle sait qu'il est généralement énervé après un combat de ce genre et elle se réjouit de pouvoir passer un moment avec lui. Dans la version filmée de 1961, Anita chante « He'll walk in hot and tired, poor dear / No matter if he's tired, as long as he's here » plutôt que « He'll walk in hot and tired, so what / No matter if he's tired, as long as he's hot »
Tony, un des membres des Jets, est tombé amoureux de Maria, la sœur de Bernardo. À la demande de Maria, il envisage d'empêcher l'affrontement. Maria et Tony chantent leur désir de se voir après le retour de Tony; ils pensent qu'après que Tony aura stoppé le combat, la tension autour de leur amour interdit disparaîtra, et que la nuit sera « sans fin ». Ils sont frustrés par la lenteur apparente du jour présent alors qu'ils attendent la venue de la nuit.